# Орден Епископа Платона
Орден Епископа Платона Эстонской апостольской православной церкви (эст. Eesti Apostlik-Õigeusu Kiriku Piiskop Platoni orden) — награда Эстонской апостольской православной церкви. Орденом награждают за служение во славу Бога и на благо Эстонской апостольской православной церкви.

## История
Учреждён в 1922 году Синодом в память о епископе Ревельском Платоне (Кульбуше). Одним из первых кавалеров ордена 1-й степени 14 декабря 1925 года стал президент Эстонии Константин Пятс.
После 1944 года церковь продолжила свою деятельность в эмиграции. Всего  в эмиграции было вручено орденов:
1-й степени — 4
2-й степени — 28
3-й степени — 65
После восстановления независимости Эстонии вручение ордена было возобновлено в 1996 году.

## Степени ордена
Орден имеет три степени:
- 1-я степень — звезда, носимая на правой стороне груди без ленты;
- 2-я степень — знак на ленте, носимый на шее;
- 3-я степень — знак на ленте, носимый на левой стороне груди.

## Знаки ордена

### Знак 1-й степени
Знак 1-й степени имеет вид многолучевой восьмиконечной серебряной звезды (из двух наложенных друг на друга четырёхконечных звёзд). На центр звезды наложен круглый позолоченный медальон белой эмали с широким ободком чёрной эмали. В центральной части медальона расположен косой («андреевский») крест синей эмали, окружённый терновым венцом. В центре креста — епископская митра, на нижних концах креста — литеры «P» (Piiskop Platon), между верхними концами креста — литера «E» (Eesti). На ободке медальона — надпись на латыни «VIRTUTI ECCLESIAE», в нижней части ободка — прямой четырёхконечный крестик с удлинённым нижним концом. Все металлические части медальона позолочены. Диаметр звезды — ок. 90 мм.

### Знак 2-й степени
Знак 2-й степени имеет вид косого («андреевского») позолоченного креста синей эмали. В центре креста епископская митра, на нижних концах креста — литеры «P». В боковых и нижнем углах креста — изображения серафимов, над верхним углом — литера «E», окружённая терновым венцом. Через верхний край венца продето кольцо для орденской ленты. Все металлические части знака позолочены. Диаметр знака — ок. 70 мм.

### Знак 3-й степени
Знак 3-й степени имеет вид косого («андреевского») серебряного креста синей эмали. В центре креста епископская митра, на нижних концах креста — литеры «P». Все четыре угла креста заполнены расходящимися от центра лучами, над верхним углом — золотая литера «E», окружённая терновым венцом. Через верхний край венца продето кольцо для орденской ленты. Все металлические части знака серебряные (посеребрённые). Диаметр знака — ок. 60 мм.
Лента ордена лиловая с белыми полосками у краёв. Ширина ленты 2-й степени — 35 мм, 3-й степени — 30 мм.